# Mauro Castillo
Mauricio Castillo Rivas (Cali, 6 de junio de 1978) es un cantante, compositor, trombonista, actor y productor musical colombiano. Se dio a conocer internacionalmente por interpretar a 'Félix' de la película de Disney inspirada en la cultura colombiana Encanto y ser participante del éxito musical de la canción We Don't Talk About Bruno.
En Latinoamérica se dio a conocer principalmente por su papel de "Wilson Manyoma" en la telenovela El Joe, la leyenda y por ser excantante del Grupo Niche. Tiene una carrera exitosa dentro del ámbito musical e interpretativo en Colombia, Ecuador, México y otros países latinoamericanos. Ha preparado temas para trabajos de Oscar D’ León, Joe Arroyo y Naty Botero.
Como compositor Mauro Castillo ha escrito canciones para importantes orquestas y cantantes como: Oscar de León (Canción “El Papelito”) y Joe Arroyo (Canción “Esta noche es nuestra” con Naty Botero) Titanes de la salsa y Hermanos Moreno entre otros. También ha participado como trombonista, percusionista, productor e ingeniero de mezcla en proyectos como: Yuri Buenaventura, Charlie Zaa, Son de Cali, Ismael Miranda, Calambuco, Mojarra Eléctrica, Julio Nava, Tito Nieves y N’Klabe. 

## Biografía
Nació en Cali en el Hospital de El Lido. Se crio en los barrios Prados del Sur y Cristóbal Colón, y estudió música en la Universidad del Valle. Se inició en la orquesta de la Policía cuando prestó servicio. Hijo de María Teresa y Hugo. Ella se dedicó al hogar, pero también trabajaba como modista. Él fue profesor de Ciencias Sociales y Fotógrafo. 
Desde pequeño, como cualquier niño, le gustaba jugar fútbol y elevar cometa. Sin embargo su pasión siempre ha sido la música. En 1989, cuando tenía 11 años, vio en su colegio a la Orquesta Caney: “Me dejaron cantar con ellos y por ahí fue que ya me empecé a emocionar”. En 1994 Mauro prestaba el servicio militar. Algo que nunca quiso hacer, “No quería irme ni para los semáforos, ni a cuidar conciertos”. Así que la orquesta ‘La nueva era’, de la Policía, fue su refugio. Prestó así el servicio y se enamoró más de la música. Durante cuatro años de mucho estudio y trabajo, Mauro recibió tres ‘Petronio Álvarez’: premios dedicados a la música del folclor del Pacífico colombiano. 
Su primer reconocimiento llegó con la Orquesta Bemtú, el segundo cuando compuso la canción ‘El alboroto’, y el tercero vino en 2001 cantando con un grupo universitario llamado ‘Quinto piso’. A finales de 2001 lo llamó el maestro Jairo Varela para que hiciera parte del Grupo Niche. Canciones como, ‘Ganas’, ‘Enamorada’, ‘Es loca o es mala’, fueron cantadas por Mauro en muchas de sus giras con uno de los mejores grupos de salsa del país. En 2011, lanza su primer sencillo ‘Viene y se va’. Un año después llega su primer álbum ‘Baila salsa’, y hace su debut en la telenovela ‘El Joe, la leyenda’, interpretando el personaje de Wilson ‘Saoko’ Manyoma.

### Carrera musical
Su primer disco "Bailá salsa", es el más vendido del género de la salsa en Colombia. Parte de esta producción discográfica se encuentra “viene y se va” (canción posicionada como una de las más escuchadas en Medellín, Cali, Chocó, Bogotá, etc.) y “Te equivocas”. 
Su Segundo álbum titulado “La Receta” fue grabado como los discos de antaño en máquinas de cinta analógica y cuya innovación representa la incorporación de la marimba de chonta  del pacífico colombiano, la guacharaca e instrumentos de la época de los años 40 como el trombón de cobre. dentro del álbum se encuentra la colaboración de artistas como el productor puertorriqueño Master Chris en la composición de tres canciones, Goyo de Choquibtown, y Osvaldo Román quien fuera la voz estrella de los éxitos de la Puerto Rican Power.

### Nominaciones y premios
Mauro Castillo ha recibido a lo largo de su carrera múltiples galardones: Tres premios del Festival de Música del Pacífico "Petronio Álvarez" en la categoría de agrupación libre, como compositor de la canción galardonada como el mejor arreglo “El Alboroto”, primer puesto agrupación libre (Grupo Bemtú) y primer puesto agrupación libre (Quinto Piso). Mejor agrupación "Orquestar Award" como mejor Nuevo artista. "Luna Award" como mejor líder vocal de orquesta con el Grupo Niche y la canción Ganas del álbum Control absoluto.
Obtuvo dos nominaciones al Grammy Latino 2006 por su participación en los trabajos de Tito Nieves y N'Klabe en la categoría mejor canción tropical del año y mejor álbum salsa. Nominación premios Lo Nuestro 2007 con el álbum I Love Salsa de N’Klabe en la categoría disco del año. En su carrera discográfica ha recibido cuatro discos de oro de los siete trabajos que ha realizado como cantante líder dentro de los que se destacan ‘Control absoluto’ e ‘imaginación’ con el Grupo Niche. Banda sonora telenovela El Joe "La Leyenda" Volumen 1 y 2.
En 2019, Se llevó dos premios Latino Show Awards en las categorías “Mejor Artista o Agrupación de Salsa del Año” y “Mejor Artista Tropical del Año”
De su trayectoria como actor fue ganador en los premios India Catalina 2012 en la categoría de mejor telenovela con El Joe "La Leyenda" en 2012 así como una nominación a mejor actor /actriz revelación en los mismos premios y una nominación en los premios Tv y novelas en la categoría Revelación del Año de Telenovela o Serie.

## Discografía
| Trabajo discográfico    |  | Orquesta/Grupo      | Disquera                 | Año  |
| ----------------------- |  | ------------------- | ------------------------ | ---- |
| Control absoluto        |  | Grupo Niche         | PPM                      | 2002 |
| Imaginación             |  | Grupo Niche         | Sony Music               | 2004 |
| El Joe La Leyenda Vol 1 |  | Banda sonora novela | Discos Fuentes           | 2011 |
| El Joe La Leyenda Vol 2 |  | Banda sonora novela | Discos Fuentes           | 2012 |
| Bailá Salsa             |  | Solista             | Codiscos                 | 2012 |
| La Receta               |  | Solista             | La Puerta Music          | 2016 |
| IDILIOS                 |  | Solista             | La Puerta Music          | 2020 |
| Inteligencia Artificial |  | solista             | La puerta Music/Codiscos | 2023 |

Sencillos
- Viene y se Va 2012
- Te Equivocas 2012
- El Alboroto Remix Ft. Goyo ChoQuibTown 2014
- No lo Manda Nadie 2015
- Contigo Voy Diferente 2015
- Qué se siente 2017
- Si te Vieras con mis Ojos 2018
- Deseos "Tenerte más" 2020
- Quédate 2021
- Chachame 2022
- Me va mejor 2022
- No se habla de Bruno/ We don't talk about Bruno 2022
- Ya te olvidé 2023